# Nash 660
Der Nash 660 (sprich: Six-Sixty) war eine Baureihe von Sechszylinder-PKWs der Nash Motors Company in Kenosha. Sie ersetzte zusammen mit seinem stärker motorisierten Achtzylinder-Schwestermodell 870 den Single Six und wurde nur im Modelljahr 1931 gefertigt. Im Folgejahr wurde die Baureihe in Nash 960 (sprich: Nine-Sixty) umbenannt.
Der 660 übernahm das Fahrgestell mit 2.902 mm Radstand vom Vorgänger. Auch sein seitengesteuerter Sechszylinder-Reihenmotor mit 3.299 cm³ Hubraum (Bohrung × Hub = 79,4 mm × 111,1 mm) stammte vom Vorjahrestyp. Er leistete allerdings nun 65 bhp (48 kW) bei 3.200/min. Die Antriebs- und Bremsenkomponenten (Einscheiben-Trockenkupplung, 3-Gang-Getriebe mit Mittelschaltung, Hinterradantrieb, mechanische Bremsen an allen vier Rädern) stammten auch vom Vorjahresmodell. Es gab eine 2- und eine 4-türige Limousine, zwei verschiedene 2-türige Coupés und einen 4-türigen Sport-Phaeton.
Das 1932er-Modell wurde am 1. Juni 1931 eingeführt, zeigte sich ohne große Änderungen und wurde 960 getauft. Wie bei den größeren Modellen 990, 980 und 970 bekam der Kühlergrill eine leichte V-Form und die Hauptscheinwerfer eine länglichere (Raketen-)Form. Anstatt der zwei übereinander liegenden vorderen Stoßfängerteile gab es einen einteiligen Stoßfänger.
Bereits am 1. März 1932 ersetzte der Big Six Modell 1060 diese Modellreihe.